# Simiskina deolina
Simiskina deolina är en fjärilsart som beskrevs av Hans Fruhstorfer 1917. Simiskina deolina ingår i släktet Simiskina och familjen juvelvingar. Inga underarter finns listade i Catalogue of Life.